# Macaranga waturandangii
Macaranga waturandangii är en törelväxtart som beskrevs av Timothy Charles Whitmore. Macaranga waturandangii ingår i släktet Macaranga och familjen törelväxter.
Artens utbredningsområde är Sulawesi. Inga underarter finns listade i Catalogue of Life.